# Artix Linux
Artix Linux és una distribució sota el model d'alliberament continu basada en Arch Linux que utilitza inits com OpenRC, runit, s6 o Dinit, en oposició a Arch Linux que empra systemd.
Artix Linux té els seus propis repositoris de paquets, però, com a distribució basada en pacman, pot emprar paquets de repositoris Arch Linux o qualsevol altra distribució derivada, fins i tot paquets explícitament dependents de systemd. També es pot fer ús de l'Arch User Repository (AUR).
Arch OpenRC va començar el 2012 i Manjaro OpenRC es va desenvolupar posteriorment en paral·lel. El 2017 aquests projectes es van fusionar per a crear Artix Linux.